# Afrogamasellus mongii
Afrogamasellus mongii är en spindeldjursart som beskrevs av Hurlbutt 1974. Afrogamasellus mongii ingår i släktet Afrogamasellus och familjen Rhodacaridae. Inga underarter finns listade i Catalogue of Life.